# Jerzy Łastowski
Jerzy Łastowski ps. Szczur (ur. 6 czerwca 1916, zm. 5 lipca 2017) – polski żołnierz, więzień Łukiszek, uczestnik operacji „Ostra Brama”, członek Związku Walki Zbrojnej i Armii Krajowej. Porucznik Wojska Polskiego.

## Życiorys
Urodził się 6 czerwca 1916. Absolwent Szkoły Podchorążych Rezerwy Balonów w Toruniu (1939).

### II wojna światowa (1939–1945)
Walczył w kampanii wrześniowej. Do 12 września 1939 był dowódcą plutonu karabinów maszynowych 2. Batalionu Balonów Obserwacyjnych w Legionowie. W 1940 wstąpił do Związku Walki Zbrojnej w Okręgu Wilno (ps. Szczur). Zajmował się łącznością, zaopatrzeniem w żywność, przesyłem korespondencji i kolportażem prasy podziemnej. Jako łącznik pracował dla kwatermistrzostwa Okręgu Wilno. Brał też udział w akcjach dywersyjnych. W 1941 został aresztowany i uwięziony w więzieniu na Łukiszkach w Wilnie. W wyniku śledztwa ze względu na brak dowodów i wręczenie łapówki, wyszedł na wolność (1942). Od czerwca 1944 należał do 12. Oszmiańskiej Brygady Armii Krajowej. Podczas operacji „Ostra Brama” walczył o przynależność Wilna do Polski. W marcu 1945 pod zmienionym nazwiskiem dostał się do Warszawy.

### III Rzeczpospolita (po 1990)
17 września 2012 w Pałacu Prezydenckim w uznaniu wybitnych zasług dla niepodległości Rzeczypospolitej Polskiej został przez prezydenta Bronisława Komorowskiego odznaczony Krzyżem Oficerskim Orderu Odrodzenia Polski.
25 lipca 2016 w Warszawie został przez p.o. szefa Urzędu do Spraw Kombatantów i Osób Represjonowanych Jana Józefa Kasprzyka odznaczony Medalem „Pro Patria” oraz pamiątkowym Medalem „Obrońcy Ojczyzny 1939–1945”. Otrzymał też replikę szabli oficerskiej.

To ogromny zaszczyt uhonorować tak zasłużoną osobę jako podziękowanie za to, że tak dzielnie stawał Pan w obronie Ojczyzny. Dziękujemy za ten wielki patriotyzm, którego Pan jest wspaniałym wzorem do naśladowania, za to że oddał Pan dla Ojczyzny wszystko, swoje najlepsze chwile życia

## Odznaczenia
- Krzyż Oficerski Orderu Odrodzenia Polski (2012)[3]
- Krzyż Walecznych
- Medal „Pro Patria”
- pamiątkowy Medal „Obrońcy Ojczyzny 1939–1945”

Źródło:.